# Burkina Faso címere

Burkina Faso címere

Burkina Faso címere egy vízszintesen osztott pajzs, a zászló elemeivel, színeivel. A pajzsot két oldalról egy-egy ló tartja. A pajzs mögött két, egymást keresztező dárdát, alatta pedig egy nyitott könyvet helyeztek el. A fönti szalagon az ország neve, míg az alsón a mottó olvasható: Unité, Progrès, Justice (Egység, haladás, igazság). A címert 1997. augusztus 1-je óta használják jelenlegi formájában.